# 城口婆婆纳
城口婆婆纳（学名：Veronica fargesii）为車前草科婆婆纳属下的一个种。

## 扩展阅读
- 維基物種上的相關：城口婆婆纳